# Sezamkowy Zakątek
Sezamkowy Zakątek – blok programowy stacji MiniMini+ emitowany od 15 kwietnia 2006 roku do 29 maja 2015 roku. Emitował siostrzane programy od serialu Ulica Sezamkowa.

## Programy
| Polski tytuł                       | Oryginalny tytuł                  | Data premiery w Polsce                                                                  | Data ostatniej emisji w Polsce |
| ---------------------------------- | --------------------------------- | --------------------------------------------------------------------------------------- | ------------------------------ |
| Abby i latająca szkoła wróżek      | Abby's Flying Fairy School        | 1 kwietnia 2011 roku                                                                    | 29 maja 2015 roku              |
| Bawmy się, Sezamku                 | Play with me, Sesame              | 15 kwietnia 2006 roku                                                                   | 31 sierpnia 2013 roku          |
| Ciasteczkowe filmy                 | Cookie's Crumbly Pictures         | 12 stycznia 2015 roku                                                                   | 29 maja 2015 roku              |
| Globtroter Grover                  | Global Grover                     | 15 kwietnia 2006 roku                                                                   | 1 kwietnia 2011 roku           |
| Musical Elma                       | Elmo the Musical                  | 21 października 2013 roku                                                               | 29 maja 2015 roku              |
| Niezwykłe przygody Berta i Erniego | Bert and Ernie's Great Adventures | 25 listopada 2008 roku                                                                  | 20 października 2013 roku      |
| Przyjaciele z Ulicy Sezamkowej     | Sesame Street Best Friends        | 21 października 2013 roku                                                               | 29 maja 2015 roku              |
| Sesame English                     | Sesame English                    | 11 kwietnia 2005 roku (do 14 kwietnia 2006 roku serial emitowano w paśmie "Wyliczanka") | 24 listopada 2008 roku         |
| Super Grover 2.0                   | Super Grover 2.0                  | 21 października 2013 roku                                                               | 29 maja 2015 roku              |
| Super Zdrowe Potwory               | Super Healthy Monsters            | 21 października 2013 roku                                                               | 11 stycznia 2015 roku          |
| Świat Elmo                         | Elmo's World                      | 7 marca 2005 roku (do 14 kwietnia 2006 roku serial emitowano w paśmie "Mruczanka")      | 29 października 2012 roku      |